# 捧乍镇
捧鲊镇，是中国贵州省黔西南布依族苗族自治州兴义市下辖的一个乡镇级行政单位。

## 行政区划
捧鲊镇共辖以下地区：
捧鲊社区、大坪子村、槽子湾村、槟榔村、老厂村、垛坎村、小寨村、铁厂村、堡堡上村、黄泥堡村、坪洼村。